# Hans-Joachim Aminde
Hans-Joachim Aminde (* 5. Juli 1936 in Königsberg; † 15. Dezember 2020) war ein deutscher Architekt, Stadtplaner und Hochschullehrer.

## Leben
Hans-Joachim Aminde studierte von 1955 bis 1962 Architektur an der Technischen Universität Berlin; wichtige Lehrer waren Willy Kreuer und Hans Scharoun. Nach Wettbewerbserfolgen war Aminde drei Jahre als Freier Architekt tätig.
Ab 1965 war er wissenschaftlicher Assistent am Institut für Hochschulbau der Universität Stuttgart (Horst Linde) mit dem Forschungsschwerpunkt: Grundlagen einer städtebaulichen Universitätsplanung, Geländebedarf von Universitäten, Mikrostandortkriterien für neue Hochschulen, Bauleitplanung im Sondergebiet Hochschule, Typologie von Hochschul-Bebauungsarten, Elemente einer Hochschulregion. An der Universität Stuttgart wurde Aminde 1971 zum Dr.-Ing. promoviert. Ab 1973 war er an der Universität Stuttgart Wissenschaftlicher Rat und wurde 1974 zum Professor für Hochschulplanung und Entwerfen in der Fakultät für Orts-, Regional- und Landesplanung ernannt. Ab 1986 bis 2002 war er Professor mit dem Schwerpunkt Stadtteilplanung und Entwerfen am Institut für öffentliche Bauten der Architekturfakultät der Universität Stuttgart.
1986 hatte er eine Gastprofessur für Hochschulplanung an der Staatsuniversität USP. von Sao Paulo, Brasilien und 1992 eine Gastprofessur für Entwerfen öffentlicher Plätze mit einem Doktorandenkurs an der Katholischen Mackenzie Universität in Sao Paulo, Brasilien.

## Mitgliedschaften und Preise
Mitglied der Deutschen Akademie für Städtebau und Landesplanung DASL, Mitglied der Architekten-Kammer Berlin sowie Architekten- und Ingenieur-Verein zu Berlin AIV.
1963 Schinkelpreis Hochbau für Neuordnung Mehringplatz in Berlin.
Ca. 110 mal Preisrichter in Architektenwettbewerben und 55 Wettbewerbspreise (Architektur und Städtebau) mit Beispielen aus den letzten 20 Jahren:
- Erweiterung Theresien-Gymn. mit Sporthallen in Berlin;  Bundesoff. Wettbewerb 2. Preis 2009
- Wohngebiet Schwaigern/Heilbronn (m. C.Bott);  Bundesoff. Wettbewerb ein Preis 2004
- Ortsmitte Rommelshausen b. Stuttgart;  Gutachterwettbewerb 1. Preis 2001
- Heidelberg-Wieblingen, 300WE;  Gutachterwettbewerb 3. Platz 1999
- Bahnhofsparkhaus Osnabrück;  Gutachterwettbewerb 2. Platz 1998
- Neuer Stadtteil München-Riem (m. C. Bott);  Bundesoff. Wettbewerb ein Preis 1998
- Gartenstadt Berlin-Staaken, 700 WE (m. U. Plaßmann);  Gutachterwettbewerb 3. Platz 1996
- Stadtteilzentrum Keplerplatz, Potsdam (m. C. Bott);  Gutachterwettbewerb 1. Preis 1996
- Stadteingang Sindelfingen mit Häusern der Konfektion;  Gutachterwettbewerb 1. Preis 1996
- Techn. Fakultät Universität Freiburg, 30 ha (m. C. Bott);  Bundesoff. Wettbewerb 1. Preis 1995

## Projekte in städtebaulicher Hochschulplanung
Masterpläne und Baugruppen für TU Berlin (mit Christoph Valentien), TU Dresden (mit C. Bott), Universität Oldenburg (mit Christoph Valentien), Universität Osnabrück und Universität Kassel (mit Donata Valentien), Universität Rascht/Persien (mit Prof. Heinle und Linde); Standortkonzepte Technische Universität Lappeenranta/Finnland, Masterplan Albert-Ludwigs-Universität Freiburg – Technische Fakultät (mit C. Bott), Masterplan Universität Saarbrücken (mit C. Bott).

## Projekte für Städtebau und Architektur
Ab 1974 hatte Aminde ein eigenes Büro für Städtebau und Architektur, zunächst in Stuttgart danach in Berlin
Städtebauliche Projekte (Auswahl) 
Stadtentwicklungsplan Kassel Zentren- und Siedlungskonzept, Seglerhäfen und Siedlungen am Ryck/Greifswald, Quartiere in Stadtsanierung, Stadtumbau und -erweiterungen, Testentwürfe für Gewerbe, Wohnbau in Kernen bei Stuttgart, Osnabrück, Rottenburg-Ergenzingen. Neue Plätze und Stadteingänge in Aalen, Echterdinge, Hockenheim, Greifswald, Ludwigsburg, Potsdam, Schorndorf, Sindelfingen. Neue Stadtteile in Berlin-Staaken, Berlin-Spandau-Wasserstadt, Esslingen, Aalen, Kassel, Lauffen a.N., Ludwigshafen, Ostfildern, Plochingen, Ravensburg, Rottenburg, Schorndorf, Sindelfingen, Singen und Stuttgart.
Gestaltungsbeirat mit Vorsitz: Neuer Niedrigenergie-Stadtteil in Esslingen-Egert 2003–2008.
Bauliche Realisierungen (Auswahl)
Bildungszentrum Worms (mit U. Weber, G. Bayha, F. Seeger), Mittelpunktschule in Worms (mit F. Seeger), Haupt- u. Realschule sowie Friedhofskapelle in Alzey (mit F. Seeger), Wohnungen, Cafè, Ladenpassage und Fußgängerzone im Ostendzentrum von Stuttgart, Wohn- und Geschäftshäuser in Kernen, Rottenburg-Ergenzingen, Häuser der Konfektion in Sindelfingen. Neue Plätze und Wohnstraßen in Rottenburg, Kernen bei Stuttgart, Ludwigsburg, Haiterbach, Aalen und Greifswald. Wohnbaugruppe an der Stadtmauer in Worms, Wohn-Punkthaus mit Restaurant in Ludwigshafen am Welserplatz/Quartiereingang-Hemshof, Parkhaus mit Helikopterdeck für Marienhospital in Osnabrück, Flugzeug-Hangar auf dem Fluggelände Nagold.

## Publikationen (Auswahl)
- H.-J. Aminde: Der Geländebedarf von Universitäten. In: Schriften des Zentralarchivs für Hochschulbau, 7, Düsseldorf 1969
- H.-J. Aminde: Hochschulen als Gegenstand der Stadt- und Regionalplanung – insbesondere Mikrostandorte, Bauleitplanung im Sondergebiet Hochschule, Bebauungsarten, Studentenwohnen und Hochschulbaugestalt. In: H. Linde (Hrsg.): Hochschulplanung, Band 4. Düsseldorf 1971
- H.-J. Aminde: Konzepte städtebaulicher Entwicklung für die Gesamthochschule Kassel. In: Zeitschrift Bauwelt, H. 18, Berlin 1976
- H.-J. Aminde, M. Nicolai, W. Wallbrecht: Ausstattungs- und Programmplanung für Stadtteile. Stuttgart 1983
- H.-J. Aminde: Eingänge in die Stadt. In: Zeitschrift Stadt, H. 4, Hamburg 1986
- H.-J. Aminde: Auf die Plätze – Zur Gestalt und zur Funktion städtischer Plätze heute. In: H.-J. Aminde (Hrsg.) Plätze in der Stadt. Stuttgart 1994
- H.-J. Aminde, E. Ribbeck: Weltstadt und Hüttenmetropole, Stadtrealität Sao Paulo. In: Zeitschrift Stadtbauwelt, 155, Berlin 2002
- H.-J. Aminde: Rückkehr in den Stadtraum und Erweiterung- die Technische Universität Dresden nach der Wende. In: Zeitschrift Die Alte Stadt, H. 1, Stuttgart 2003
- H.-J. Aminde: Das Berliner Kulturforum – ein unvollendeter Kulturcampus? In: Metropolregionen, neue Dimensionen der europäischen Stadt, DASL. Berlin 2007
- H.-J. Aminde: Punktwohnhaus am Stadtteileingang. In: M. Löffelhardt: Neue Architektur Heidelberg, Ludwigshafen, Mannheim, 2012
- H.-J. Aminde: Gemischte Wohnquartiere in Sao Paulo. In: R. Grätz (Hrsg.) MINHASP – Mein Sao Paulo. Stuttgart 2013